# كولين باكسي
كولين باكسي (بالإنجليزية: Colin Bucksey؛ مواليد 1946) هو مخرج أفلام وتليفزيون أمريكي بريطاني المولد.

## وصلات خارجية
- كولين باكسي في قاعدة بيانات الأفلام على الإنترنت